# Greta Knutson
Greta Knutson (née le 10 novembre 1899 à Stockholm et décédée le 6 mars 1983 dans le 15e arrondissement de Paris) est une artiste-peintre moderniste suédoise puis française. Elle fut l'épouse de Tristan Tzara de 1925 à 1942 et vécut avec René Char de 1937 à 1943.

## Œuvres
- Composition, années 1930, 81 × 99,5 cm, collection Andersson[4].

- Compostion avec fruits, 1956, 78 × 130 cm, huile sur toile[5].

- Autre peinture[6].